# 엠티오메가
엠티오메가(Emtomega Co., Ltd.)는 차량용 블랙박스와 레이더 디텍터 등을 생산하는 대한민국 기업이다 백금티앤에이(백금T&A)의 계열사로 매출액 848억원 가운데 836억원을 해외에서 벌어들였다..

## 상장
하나증권을 주관사로 상장을 준비중이며 하나증권이 주당 8000원에 15억원을 투자해 신주를 사들였고 2022년에는 일본 COMTEC CO.,LTD이 주당 7697원으로 43만주를 사들인 바 있다

## 참고문헌
1. ↑  , 이두리, 엠티오메가, "국내 넘어 블랙박스 글로벌 리딩 기업으로 도약", 머니투데이, 2023. 3. 7
2. ↑  박형수, 특징주 백금T&A, 계열사 매출 5천억 목표…RD·0.7초 블랙박스 미국서 돌풍 기대, 아시아경제, 2021.10.20
3. ↑  최윤신, 상장 추진 엠티오메가, '두드러진' 이익창출력, 더벨, 2023-04-25